# Хазельхорст (станция метро)
«Хазельхо́рст» (нем. Haselhorst) — станция Берлинского метрополитена в округе Шпандау. Расположена на линии U7 между станциями «Цитаделле» (нем. Zitadelle) и «Паульштернштрассе» (нем. Paulsternstraße). Расстояние до станции «Цитаделле» 1100 метров, до «Паульштернштрассе» — 990 метров. Находится на пересечении улиц Ам Юлиустурм (нем. Am Juliusturm) и Цитаделленвег (нем. Zitadellenweg).

## История
Открыта 1 октября 1984 года в составе участка «Рордамм» — «Ратхаус Шпандау».

## Архитектура и оформление
Колонная двухпролётная станция мелкого заложения, сооружена по типовому проекту. Архитектор — Райнер Г. Рюммлер. По сравнению с соседними станциями, отделка достаточно скромная. Основной отличительной особенностью станции является оригинально освещённый рельефный потолок. Путевые стены и колонны облицованы декоративными панелями антрацитового и серебристого цвета соответственно. Выходы расположены в обоих торцах платформы. Планируется сооружение лифта для инвалидов.